# Челсі (Вермонт)
Челсі (англ. Chelsea) — місто (англ. town) в США, в окрузі Орандж штату Вермонт. Населення — 1233 особи (2020).

## Демографія
Згідно з переписом 2010 року, у місті мешкало 1238 осіб у 541 домогосподарстві у складі 334 родин. Було 695 помешкань
Расовий склад населення:
| - 96,1 % — білих - 0,6 % — чорних або афроамериканців - 0,2 % — корінних американців - 0,2 % — азіатів |

До двох чи більше рас належало 2,3 %. Частка іспаномовних становила 1,5 % від усіх жителів.
За віковим діапазоном населення розподілялося таким чином: 19,4 % — особи молодші 18 років, 62,2 % — особи у віці 18—64 років, 18,4 % — особи у віці 65 років та старші. Медіана віку мешканця становила 47,8 року. На 100 осіб жіночої статі у місті припадало 97,4 чоловіків;  на 100 жінок у віці від 18 років та старших — 100,8 чоловіків також старших 18 років.
Середній дохід на одне домашнє господарство  становив 56 273 долари США (медіана — 48 864), а середній дохід на одну сім'ю — 65 334 долари (медіана — 55 893). Медіана доходів становила 40 556 доларів для чоловіків та 38 750 доларів для жінок. За межею бідності перебувало 18,6 % осіб, у тому числі 33,8 % дітей у віці до 18 років та 9,6 % осіб у віці 65 років та старших.
Цивільне працевлаштоване населення становило 542 особи. Основні галузі зайнятості: освіта, охорона здоров'я та соціальна допомога — 24,5 %, науковці, спеціалісти, менеджери — 11,1 %, будівництво — 10,7 %, роздрібна торгівля — 10,3 %.